# Samuelsdal

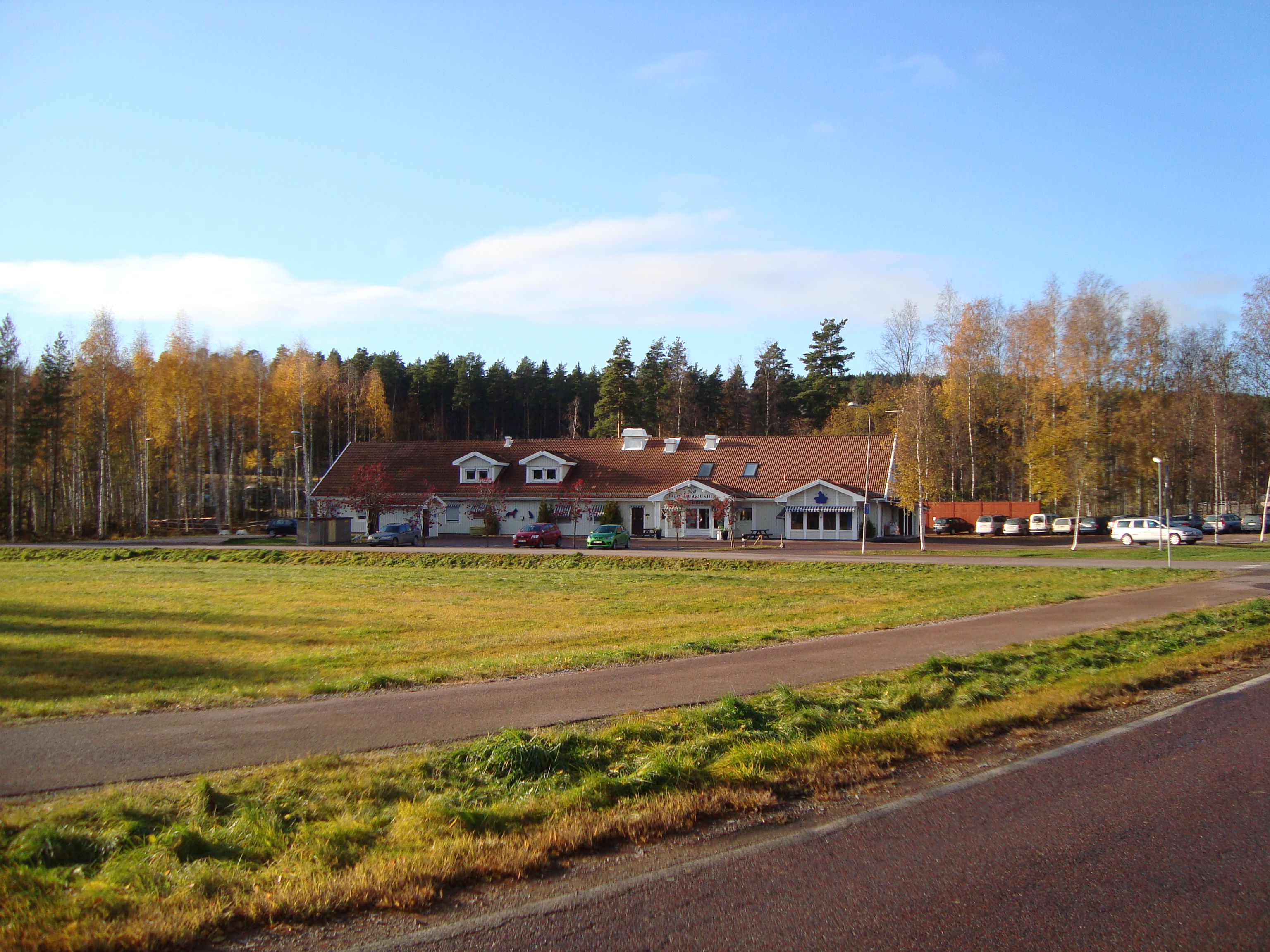
Falu djursjukhus i Samuelsdal.

Samuelsdal är en stadsdel i Falun som ligger strax utanför stadskärnan, en kilometer från Falu koppargruva och hänger ihop med Gruvriset.
Samuelsdal fick enligt sägnen sitt namn av en nybyggare vid namn Samuel som bestämde sig för att bosätta sig i vad som då var en tom dal. Samuelsdal är känt som väldigt sportinriktat då inte mindre än fem fotbollsplaner, en golfbana (Samuelsdals GK) en frisbeegolfbana och en inomhushall finns tillgängliga här.